# Polo da Mitra da Universidade de Évora

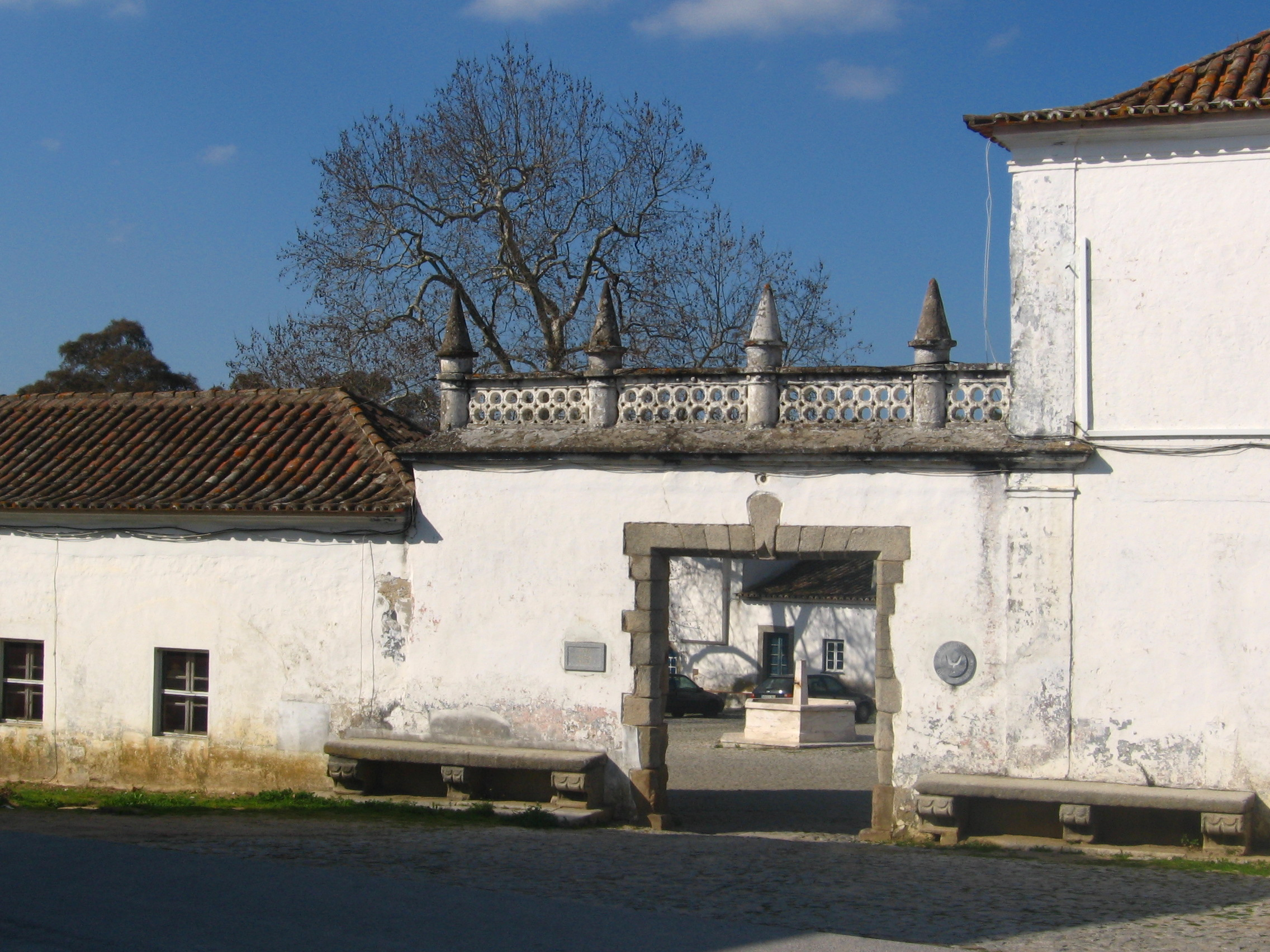

O Polo da Mitra da Universidade de Évora fica situado em Valverde, na freguesia de Nossa Senhora da Tourega, a cerca de 12 km da cidade de Évora.
Após a extinção das ordens religiosas, em 1834, as instalações da Quinta do Paço de Valverde e do Convento do Bom Jesus de Valverde tiveram as mais diversas utilizações. No início do século XX, o espaço passou para a posse do Estado Português, que aí fundou, em 1921, um Posto Agrário, mais tarde Escola Prática de Agricultura e ainda Escola de Regentes Agrícolas.
Atualmente, o Colégio da Mitra e o Colégio do Bom Jesus de Valverde constituem, com a Herdade Experimental da Mitra e o complexo habitacional, o Polo da Mitra da Universidade de Évora (projeto de Manuel Tainha), onde funcionam os departamentos de Engenharia Rural, Fitotecnia, Medicina Veterinária e Zootecnia e serviços de apoio.

## Polo da Mitra da Universidade de Évora (antiga Escola de Regentes Agrícolas)

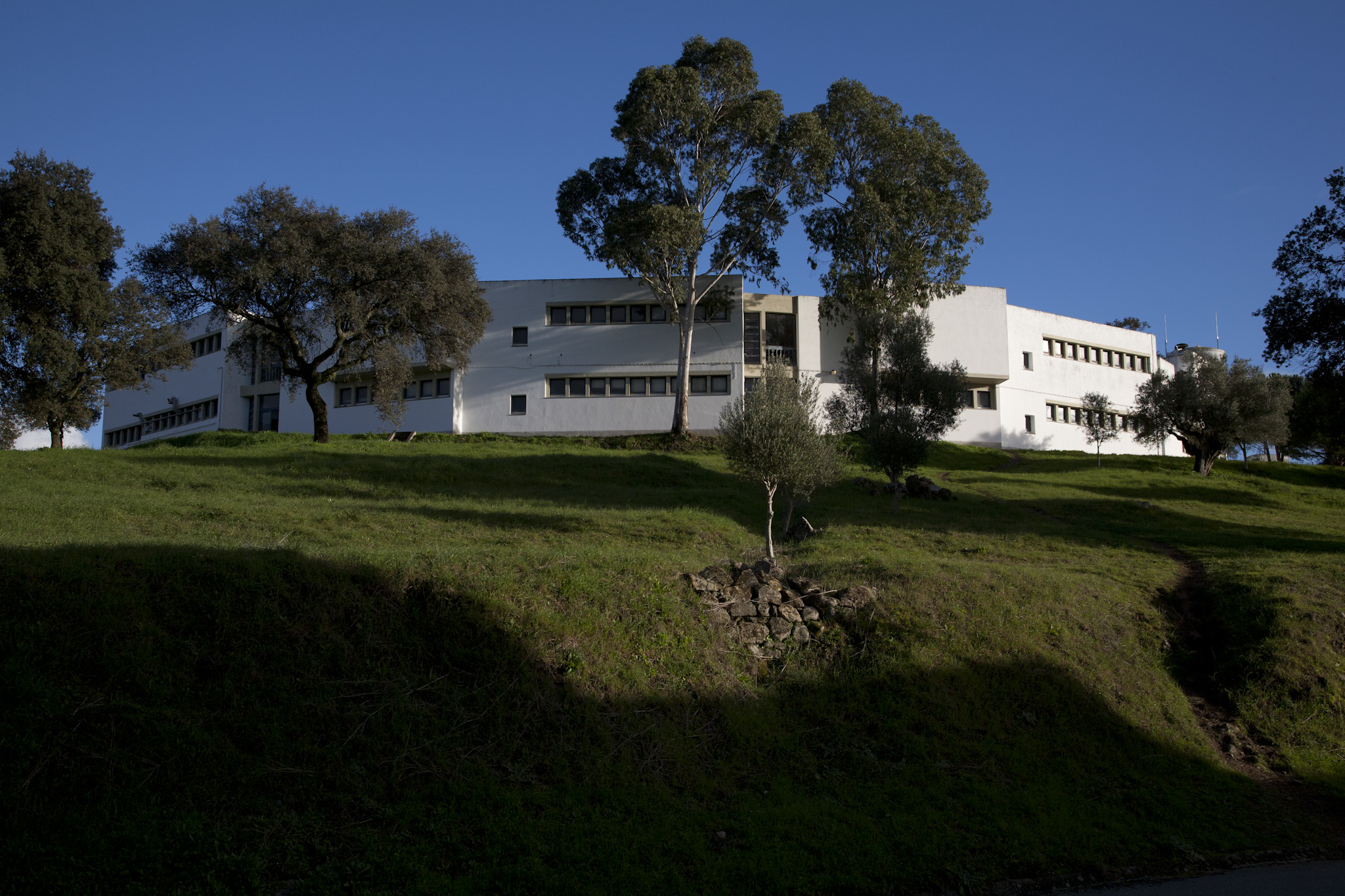
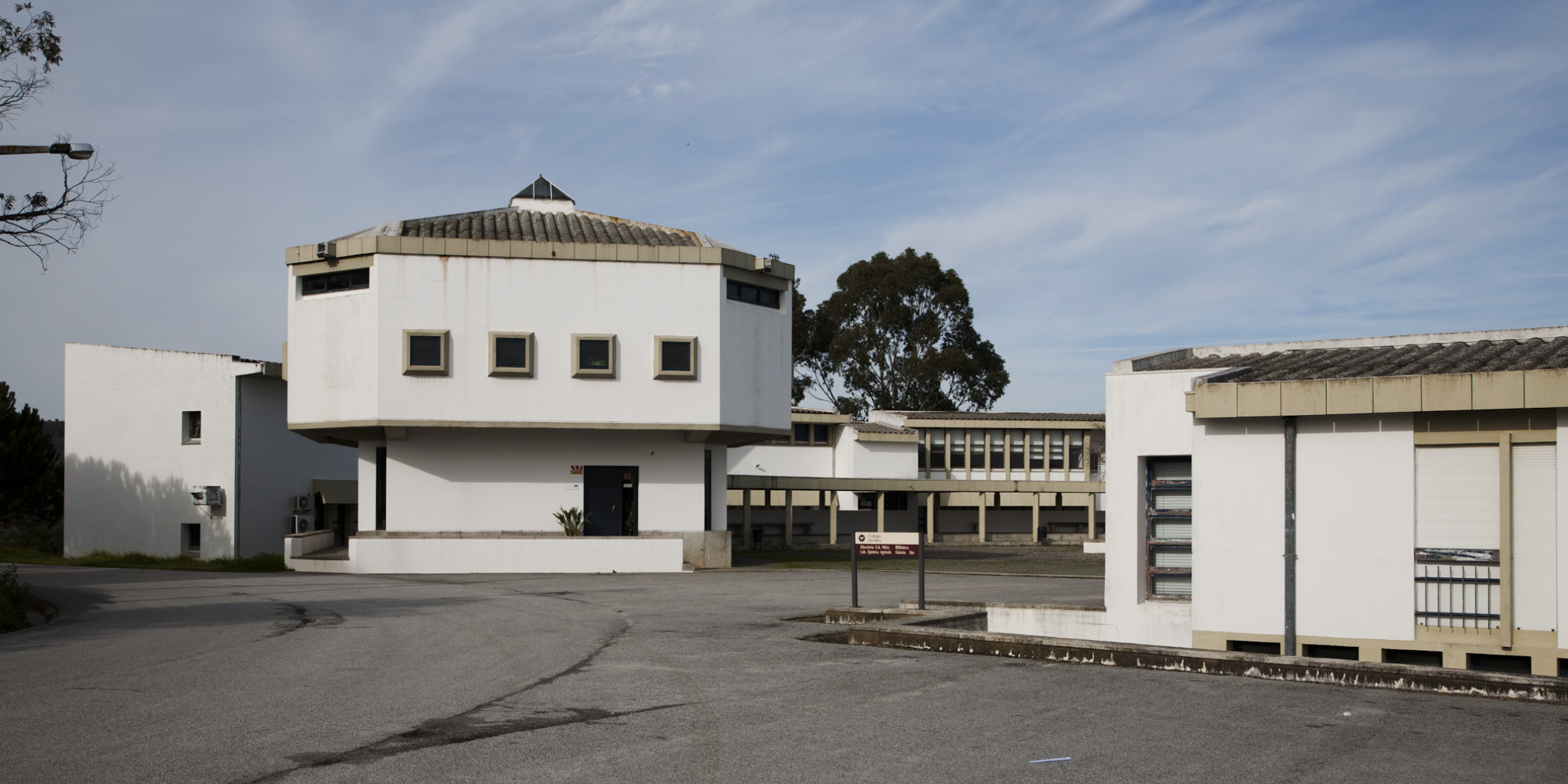
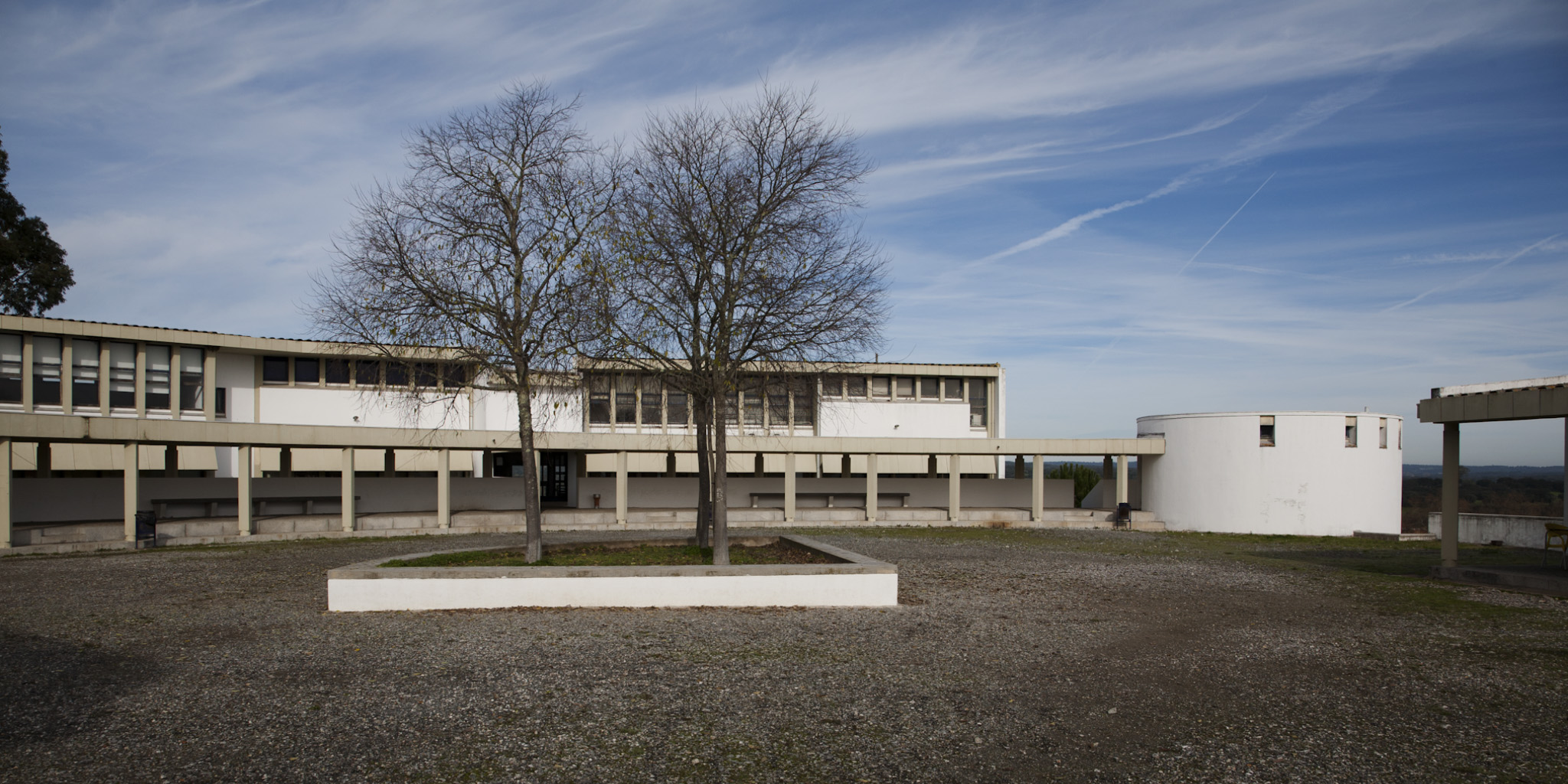